# Taraxacum purpureum
Taraxacum purpureum — вид квіткових рослин з родини айстрових (Asteraceae). Вид зростає в Європі: Естонія, Латвія, Данія, Фінляндія, Німеччина, Північноєвропейська Росія, Норвегія, Польща, Іспанія, Швеція; це багаторічна рослина помірних біомів.

## Опис
Бічних часток 4–6, вузьких, коротко трикутних, загострених, на вершині з багатьма зубцями. Міждолі забарвлені в яскраво-фіолетовий колір. Кінцева частка розширена стрілоподібна, звужена до вирізаної, загострена, з одним великим зубцем. Обгортка завширшки 3,5 мм, сильно відігнута, яскраво-пурпурового кольору, облямована.